# Leyvaux
Leyvaux ist eine französische Gemeinde mit 36 Einwohnern (Stand 1. Januar 2022) im Département Cantal in der Region Auvergne-Rhône-Alpes. Sie gehört zum Kanton Saint-Flour-1 und zum Arrondissement Saint-Flour.
Nachbargemeinden sind Apchat im Norden, Autrac im Osten, Saint-Étienne-sur-Blesle im Südosten, Laurie im Süden und Anzat-le-Luguet im Westen.

## Bevölkerungsentwicklung
| Jahr                       | 1962 | 1968 | 1975 | 1982 | 1990 | 1999 | 2008 | 2015 |
| -------------------------- | ---- | ---- | ---- | ---- | ---- | ---- | ---- | ---- |
| Einwohner                  | 92   | 98   | 73   | 57   | 50   | 36   | 30   | 38   |
| Quellen: Cassini und INSEE |      |      |      |      |      |      |      |      |

## Sehenswürdigkeiten
- Dolmen von Courteuge
- Kirche Saint-Blaise, Monument historique seit 1979

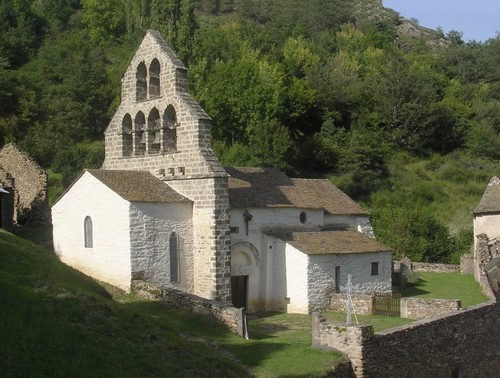
Kirche Saint-Blaise